# Anna Maria Ciccone
Anna Maria Ciccone (Noto, 29 agosto 1891 – Noto, 29 marzo 1965) è stata una matematica e fisica italiana.

## Biografia e carriera
Diplomatasi all'Istituto magistrale di Noto, consegue, nel 1914, la licenza fisico-matematica presso l'Istituto Tecnico “Archimede” di Modica, grazie al quale può iscriversi all'università. È quindi all'Università di Roma, La Sapienza, al corso di laurea in matematica quando, al termine del primo anno di studi, passa all'Università di Pisa, dove si laurea in matematica nel 1919. Nello stesso anno, consegue l'abilitazione all'insegnamento presso la Scuola Normale Superiore.
Dal 1920 al 1924, insegna nelle scuole medie di Pisa e, al contempo, consegue, nel 1924, anche la laurea in fisica, sotto la guida di Luigi Puccianti, che costituirà il suo principale campo di ricerca dell'intera carriera accademica. Nel 1935 è a Darmstadt in Germania da Gerhard Herzberg (Premio Nobel per la chimica nel 1971), con cui collabora approfondendo i suoi studi in spettroscopia.
Nel 1936, consegue la libera docenza in fisica sperimentale. Dal 1939 fino al pensionamento, sarà titolare dell'insegnamento di spettroscopia presso il corso di laurea in fisica dell'università di Pisa, dove svolgerà tutto il suo percorso di docente e ricercatrice. 
Dopo l'8 settembre 1943, si ritroverà ad essere l'unica del personale docente rimasto in servizio presso l'Istituto di Fisica, che cercherà, riuscendoci, di tenere attivi quanti più insegnamenti possibili, fra quelli ricadenti nei suoi ambiti disciplinari. 
Dopo gli eventi bellici e la ricostruzione, riprende l'insegnamento, divenendo pure, nel 1947, incaricata del Laboratorio di Fisica, oltreché, nel 1948, titolare dell'insegnamento di fisica sperimentale. 
Dal 1953 al 1954, trascorre un periodo di studio e di ricerca a Parigi, frequentando sia il Laboratoire des Recherches Physiques del CNRS (Centre National de la Recherche Scientifique), presso La Sorbona, che il Laboratoire d'infrarouge de Physique, Biologie et Chimie dell'Institut du Radium “Pierre Curie”, presso il Collège de France.
Nel 1943 e nel 1951, vince due concorsi per ordinario di fisica sperimentale, ma non viene chiamata in servizio, in nessuna università. Continua tuttavia la sua attività di ricerca e di insegnamento (alla cattedra di spettroscopia) presso l'Istituto di Fisica di Pisa fino al 1962, nonostante sia stata già collocata a riposo nel 1956.
Dopodiché, ritorna nella sua città natale, Noto, dove morirà il 29 marzo 1965.

## Didattica e ricerca
Fin dagli anni venti, la Ciccone inizia a pubblicare alcuni lavori riguardanti studi e ricerche da lei condotti sulla struttura della materia e in spettroscopia nell'infrarosso, la maggior parte sul Nuovo Cimento, i quali, nonostante fossero stati eseguiti con metodi classici, contribuirono molto alla ricerca sulle vibrazioni molecolari – allora fondamentali per la nascente meccanica quantistica molecolare – come lo stesso Herzberg, un pioniere in quest'ambito, ebbe a dire a suo tempo, meravigliandosi della poca rilevanza data ad essi dai fisici pisani.
Già nel 1953, proprio a ridosso della missione in Francia, per i nuovi indirizzi di ricerca nel frattempo intrapresi dalla nuova direzione della cattedra di fisica sperimentale subentrata a Puccianti, la Ciccone fu trasferita d'ufficio alla cattedra di chimica fisica dell'Istituto di Chimica di Pisa, anche se continuò a tenere gli insegnamenti di spettroscopia, di fisica (per altri corsi di laurea della Facoltà di Scienze) e di laboratorio di fisica all'Istituto di Fisica. Le sue ricerche, oltreché la spettroscopia nell'infrarosso, dopo la trasferta parigina riguardarono pure la spettroscopia nell'ultrarosso, la fisica nucleare e la spettroscopia nucleare. 
Dal punto di vista didattico, coi suoi insegnamenti teorici e le preziose esercitazioni pratiche di laboratorio, la Ciccone si premurò nel cercare di creare attorno a sé una scuola pisana di spettroscopia sperimentale ed ottica, sulla scia dell'opera scientifica e didattica di Puccianti; al suo insegnamento si formarono, fra gli altri, Erseo Polacco e Franco Strumia.

## Il salvataggio dell'Università e degli strumenti

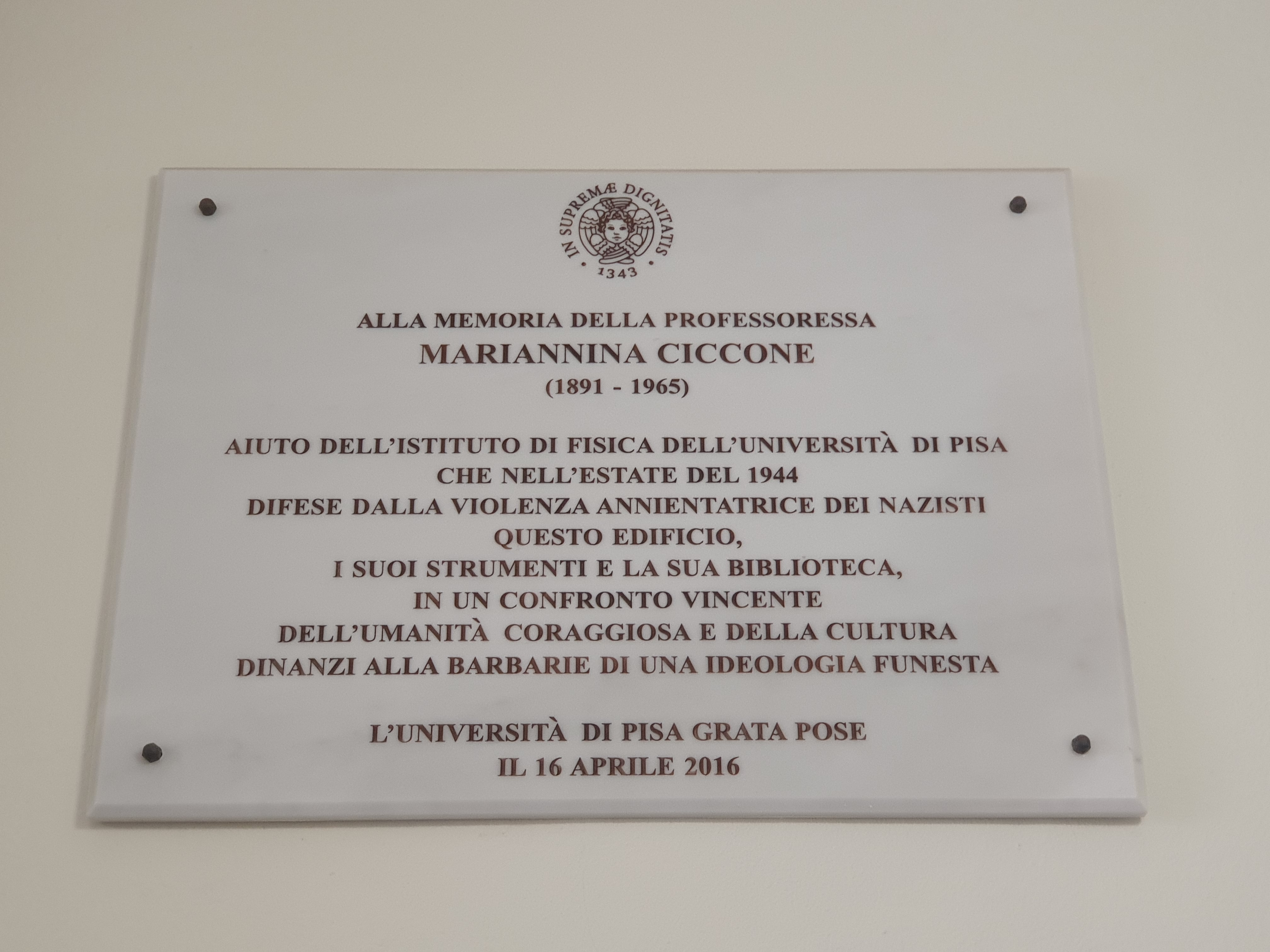
Targa commemorativa presso Palazzo Matteucci a Pisa

Tra il giugno ed il luglio del 1944 regnava un clima di distruzione e bombardamenti; a causa di ciò un'ala dell'edificio dell'Istituto di Fisica pisano venne minata e seriamente compromessa. La Ciccone, per scongiurare la completa distruzione del resto dell'edificio, comunicò in tedesco con gli ufficiali tedeschi Hans Nothdurf e Guido Dessauer ("Commissario per le Ricerche in Alta Frequenza", che ebbe un ruolo primario nei saccheggi degli istituti universitari pisani nell’estate del 1944). Gli ufficiali, che erano intenzionati a razziare l'istituto di Fisica ed altri atenei, desistettero davanti alla minaccia della Ciccone di non abbandonare l'edificio, a costo di saltare in aria con esso. La Ciccone riuscì così ad evitare la distruzione completa dell'Istituto, nonché il saccheggio degli strumenti scientifici e del prezioso patrimonio bibliotecario; per questo atto ricevette numerosi encomi ufficiali da autorità statali ed accademiche.
In una situazione simile incorse poco tempo dopo Livia Gereschi, che si trovò a negoziare in tedesco il salvataggio di vite umane minacciate da militari nazisti.

## Opere (parziale)
- Spettroscopia, GUF, Pisa, 1941.
- Lezioni di spettroscopia, F. Vallerini Editore, Pisa, 1947.
- Introduzione allo studio della fisica atomica e molecolare, F. Vallerini Editore, Pisa, 1953.
- Elementi di fisica per i licei scientifici, A. Signorelli, Roma, 1964.

## Riconoscimenti
Nel 2023 le è intitolato il percorso pedonale all'esterno delle mura di Pisa.